# フランスの音楽学校一覧
フランスの音楽学校一覧（ふらんすのおんがくがっこういちらん）は、フランスの音楽専門教育を行う教育機関の一覧である。フランスでは、子供の音楽基礎教育から高等音楽院のアドミッション準備クラスを担う地方音楽院と、大学レベルの高等音楽院とに分かれている。地方音楽院は各地方自治体、高等音楽院は国の管轄で運営されている。

## 文化省指定高等音楽院一覧
2020年1月より、フランスの音楽大学学士課程修了資格に相当する国家音楽家専門資格(DNSPM)を交付できる高等音楽院は、フランス文化省により以下の12校に指定されている(Code de l’éducation article 9)。又、大学院にあたる修士課程及び博士課程は、パリおよびリヨンの高等音楽院2校に規定された。
第一課程 (BAC+3);
- パリ国立高等音楽舞踊学校 : Conservatoire national supérieur de musique et de danse de Paris (CNSMDP)
- リヨン国立高等音楽舞踊学校 : Conservatoire national supérieur de musique et de danse de Lyon (CNSMDL)
- ブルゴーニュ高等音楽学校 : École supérieure de musique Bourgogne Franche-Comté (ESM, Dijon)
- リール高等音楽舞踊学校 : École supérieure musique et danse Hauts-de-France (ESMD, Lille)
- ストラスブール高等芸術学校 : Haute École des arts du Rhin (HEAR, Strasbourg)
- プロヴァンス高等音楽教育学院 : Institut d’enseignement supérieur de la musique Europe et Méditerranée (IESM, Aix en Provence)
- トゥールーズ高等芸術学院 : Institut supérieur des arts de Toulouse (ISDAT, Toulouse)
- パリ・ブローニュ＝ビヤンクール高等芸術教育センター: Pôle supérieur d'enseignement artistique Paris Boulogne-Billancourt (PSPBB, Paris-Boulogne-Billancourt)
- ボルドー高等音楽舞踊教育センター: Pôle d'enseignement supérieur de musique et de danse Bordeaux Nouvelle-Aquitaine  (PESMD, Bordeaux)
- セーヌ＝サン＝ドニ高等芸術教育センター: Pôle supérieur d'enseignement artistique Aubervilliers - La Courneuve - Seine-Saint-Denis - Île-de-France (Pôle Sup'93)
- ブルターニュ高等舞台芸術教育センター: Pôle d'enseignement supérieur spectacle vivant Bretagne (Pont Supérieur, Rennes)
- ポワティエ高等音楽舞踊学術センター: Centre d'études supérieures de musique et de danse de Nouvelle-Aquitaine (Pont Supérieur, Poitiers)

第二・第三課程 (BAC+5 / Bac+8);
- パリ国立高等音楽舞踊学校 : (CNSMDP)
- リヨン国立高等音楽舞踊学校 : (CNSMDL)

## 地方音楽院一覧 (地域圏立音楽院)
- アミアン、ピカルディ地域圏 : アミアン地方音楽院 (CRR)
- アンジェ、ペイ・ド・ラ・ロワール地域圏 : アンジェ地方音楽院 (CRR) -
- アヌシー、ローヌ＝アルプ地域圏 : アヌシー地方音楽院 (CRR) -
- ヴェルサイユ、イル＝ド＝フランス地域圏 : ヴェルサイユ地方音楽院 (CRR)
- オーベルヴィリエ、イル＝ド＝フランス地域圏 : オーベルヴィリエ地方音楽院 (CRR) -
- カーン、バス＝ノルマンディー地域圏 : カーン地方音楽院 (CRR)
- グルノーブル、ローヌ＝アルプ地域圏 : グルノーブル地方音楽院 (CRR)
- クレルモン＝フェラン、オーヴェルニュ地域圏 : クレルモン＝フェラン地方音楽院 (CRR)
- サン・ドゥニ、イル＝ド＝フランス地域圏 : サン・ドゥニ地方音楽院 (CRR)
- サン・エティエンヌ、ローヌ＝アルプ地域圏 : サン・エティエンヌ地方音楽院 (CRR)
- サン＝モール＝デ＝フォッセ、イル＝ド＝フランス地域圏 : サン＝モール＝デ＝フォッセ地方音楽院 (CRR)
- ストラスブール、アルザス地域圏 : ストラスブール地方音楽院 (CRR) -
- シャロン・スュル・ソーヌ、ブルゴーニュ地域圏 : シャロン・スュル・ソーヌ地方音楽院 (CRR)
- シャンベリー、ローヌ＝アルプ地域圏 : シャンベリー地方音楽院 (CRR)
- セルジー・ポントワーズ、イル＝ド＝フランス地域圏 : セルジー・ポントワーズ地方音楽院 (CRR)
- ディジョン、ブルゴーニュ地域圏 : ディジョン地方音楽院 (CRR)
- ドゥエー、ノール＝パ・ド・カレー地域圏 : ドゥエ地方音楽院 (CRR) "ヴィクトール・ガロワ"
- トゥール、サントル地域圏 : トゥール地方音楽院 (CRR)
- トゥールーズ、ミディ＝ピレネー地域圏 : トゥールーズ地方音楽院 (CRR) -
- トゥーロン、プロヴァンス＝アルプ＝コート・ダジュール地域圏 : トゥーロン地方音楽院 (CRR) - Provence Méditerranée
- ナンシー、ロレーヌ地域圏 : ナンシー地方音楽院 (CRR)
- ナント、ペイ・ド・ラ・ロワール地域圏 : ナント地方音楽院 (CRR) -
- ニース、プロヴァンス＝アルプ＝コート・ダジュール地域圏 : ニース地方音楽院 (CRR) -
- バイヨンヌ、アキテーヌ地域圏 : バイヨンヌ地方音楽院 (CRR)
- パリ、イル＝ド＝フランス地域圏 : パリ地方音楽院 (CRR) -
- ブザンソン、フランシュ＝コンテ地域圏 : ブザンソン地方音楽院 (CRR)
- ブローニュ＝ビヤンクール、イル・ド・フランス地域圏 : ブローニュ=ビヤンクール地方音楽院 (CRR) -
- ペルピニャン、ラングドック＝ルシヨン地域圏 : ペルピニャン地方音楽院 (CRR)
- ポワティエ、ポワトゥー＝シャラント地域圏 : ポワティエ地方音楽院 (CRR) -
- ボルドー、アキテーヌ地域圏 : ボルドー地方音楽院 (CRR)
- マルセイユ、プロヴァンス＝アルプ＝コート・ダジュール地域圏 : マルセイユ地方音楽院 (CRR)
- メッツ、ロレーヌ地域圏 : メッツ地方音楽院 (CRR) -
- モンペリエ、ラングドック＝ルシヨン地域圏 : モンペリエ地方音楽院 (CRR)
- ランス、シャンパーニュ＝アルデンヌ地域圏 : ランス地方音楽院 (CRR) -
- リモージュ、リムーザン地域圏 : リモージュ地方音楽院(CRR)
- リュエイユ＝マルメゾン、イル＝ド＝フランス地域圏 : リュエイユ＝マルメゾン地方音楽院 (CRR)
- リール、ノール＝パ・ド・カレー地域圏 : リール地方音楽院 (CRR)
- ルーアン、オート＝ノルマンディー地域圏 : ルーアン地方音楽院 (CRR)
- リヨン、ローヌ＝アルプ地域圏 : リヨン地方音楽院 (CRR) -
- レンヌ、ブルターニュ地域圏 : レンヌ地方音楽院 (CRR) -

## 県立音楽院
- アヴィニョン : ヴォクリューズ県立アヴィニョン音楽院 (CRD) "オリヴィエ・メシアン"
- アジャン : ロット＝エ＝ガロンヌ県立アジャン音楽院 (CRD)
- アジャクシオ : コルス＝デュ＝シュド県立アジャクシオ音楽院 (CRD)
- アラス : パ＝ド＝カレー県立アラス音楽院 (CRD)
- アランソン : オルヌ県立アランソン音楽院 (CRD)
- アルジャントゥイユ : ヴァル＝ドワーズ県立アルジャントゥイユ音楽院 (CRD)
- アングレーム : シャラント県立アングレーム音楽院 "ガブリエル・フォーレ"
- イエール : エソンヌ県立イエール音楽院 (CRD)
- イシー＝レ＝ムリノー : オー＝ド＝セーヌ県立イシ・レ・ムリノー音楽院 (CRD) "ニデルメイエール"
- ヴァランシエンヌ : ノール県立ヴァランシエンヌ音楽院 (CRD)
- ヴァランス : ドローム県立ヴァランス音楽院 (CRD)
- ヴァンヌ-ポンティヴリ : モルビアン県立ヴァンヌ音楽院 (CRD)
- ヴィシー : アリエ県立ヴィル・ダヴレーヴィシー音楽院 (CRD)
- ヴィル・ダヴレー : オー＝ド＝セーヌ県立音楽院 (CRD)
- ヴィルールバンヌ : ローヌ県ヴィユルバンヌ音楽院 (CRD)
- ヴズール : オート＝ソーヌ県立ヴズー音楽院 (CRD)
- エヴリー : エソンヌ県立エヴリー音楽院 (CRD)
- エヴルー : ウール県立エヴルー音楽院 (CRD)
- エクス＝アン＝プロヴァンス : ブーシュ＝デュ＝ローヌ県立エクス＝アン＝プロヴァンス音楽院 (CRD) "ダリウス・ミヨー"
- エピナル : ヴォージュ県立エピナル音楽院 (CRD) "ゴーティエ・デピナル"
- オセール : ヨンヌ県立オセール音楽院 (CRD)
- オヨナ : アン県立オヨナ音楽院 (CRD)
- オーリヤック : カンタル県立オーリヤック音楽院 (CRD)
- オルセー : エソンヌ県立オルセー音楽院 (CRD)
- オルネー＝スー＝ボワ : セーヌ＝サン＝ドニ県立オルネー＝ス＝ボワ音楽院 (CRD)
- オルレアン : ロワレ県立オルレアン音楽院 (CRD)
- カイエンヌ : カイエンヌ県立カイエンヌ音楽院 (CRD) "エドガー・二ビュル"
- カシャン : ヴァル＝ド＝マルヌ県立カシャン音楽院 (CRD)
- カストル : タルヌ県立カストル音楽院 (CRD) -
- カレー : パ＝ド＝カレー県立カレー音楽院 (CRD)
- カンブレー : ノール県立カンブレー音楽院 (CRD) -
- カンペール : フィニステール県立カンペール音楽院 (CRD)
- ギャップ :オート＝アルプ県立ギャップ音楽院 (CRD)
- グラン・クーロンヌ : セーヌ＝マリティーム県立グラン・クーロンヌ音楽院 (CRD) -
- クレテイユ : ヴァル＝ド＝マルヌ県立クレテイユ音楽院 (CRD) "マルセル・ダディ"
- ゲレ : クルーズ県立ゲレ音楽院 (CRD)
- コルマール : オー＝ラン県立コルマール音楽院 (CRD)
- サン＝トメール : パ＝ド＝カレー県立音楽院 (CRD) -
- サン＝カンタン : エーヌ県立サン＝カンタン音楽院 (CRD)
- サン＝ジェルマン＝アン＝レー : イヴリーヌ県立サン＝ジェルマン＝アン＝レー音楽院 (CRD) "クロード・ドビュッシー" -
- サン＝ナゼール : ロワール＝アトランティック県立音楽院 (CRD) "ボリス・ヴィアン" -
- サン＝ブリユー : コート＝ダルモール県立音楽院 (CRD)
- シャロン＝シュル＝ソーヌ : ソーヌ＝エ＝ロワール県立シャロン＝スュル＝ソーヌ音楽院 (CRD)
- シャルルヴィル＝メジエール : アルデンヌ県立シャルルヴィル＝メジエール音楽院 (CRD)
- シャルトル : ウール＝エ＝ロワール県立シャルトル音楽院 (CRD)
- シャトールー : アンドル県立シャトールー音楽院 (CRD)
- シャテルロー : ヴィエンヌ県立シャテルロー音楽院 (CRD)
- ジュヌヴィリエ : オー＝ド＝セーヌ県立ジュヌヴィリエ音楽院 (CRD) "エドガー・ヴァレーズ"
- ショレ : メーヌ＝エ＝ロワール県立ショレ音楽院 (CRD)
- タルブ : オート＝ピレネー県立タルブ音楽院 (CRD) "アンリ・デュパルク"
- チュール : コレーズ県立チュール音楽院 (CRD)
- (セーヌ＝マリティーム県) : セーヌ＝マリティーム県立ディエップ音楽院 (CRD)
- ティエール : ピュイ＝ド＝ドーム県立ティエール音楽院 (CRD) "ジョルジュ・ギヨ"
- ディーニュ＝レ＝バン : アルプ＝ド＝オート＝プロヴァンス県立ディーニュ＝レ＝バン音楽院 (CRD)
- トゥールコワン : ノール県立トゥールコワン音楽院 (CRD)
- トゥーロン : ヴァール県立トゥーロン音楽院 (CRD)
- ドル : ジュラ県立ドル音楽院 (CRD)
- トロワ : オーブ県立トロワ音楽院 (CRD)
- ニオール : ドゥー＝セーヴル県立ニオール音楽院 (CRD) "オーギュスト・トルベック"
- ニーム : ガール県立ニーム音楽院 (CRD)
- ヌヴェール : ニエーヴル県立ヌヴェール音楽院 (CRD)
- ヌーメア : ニューカレドニア音楽院 (CRD) -
- ノワジール : セーヌ＝エ＝マルヌ県立ノワジール音楽院 (CRD) -
- パペーテ : フランス領ポリネシア、フランス・ポリネシア音楽院 (CRD) -
- パンタン : セーヌ＝サン＝ドニ県立パンタン音楽院 (CRD)
- ブリーヴ＝ラ＝ガイヤルド : コレーズ県立ブリーヴ＝ラ＝ガイヤルド音楽院 (CRD)
- ブール＝カン＝ブレス : アン県立ブール＝カン＝ブレス音楽院 (CRD)
- ブルゴワン＝ジャイユー : イゼール県立ブルゴワン＝ジャイユー音楽院 (CRD) "エクトル・ベルリオーズ"
- ブール＝ラ＝レーヌ : オー＝ド＝セーヌ県立ブール＝ラ＝レーヌ音楽院 (CRD)
- ブールジュ : シェール県立ブールジュ音楽院 (CRD)
- ブレスト : フィニステール県立ブレスト音楽院 (CRD)
- フレンヌ : ヴァル＝ド＝マルヌ県立フレンヌ音楽院 (CRD)
- ブローニュ＝シュル＝メール : パ＝ド＝カレー県立ブローニュ＝シュル＝メール音楽院 (CRD)
- ブロワ : ロワール＝エ＝シェール県立ブロワ音楽院 (CRD)
- ペリグー : ドルドーニュ県立ドルドーニュ音楽院 -
- ベルフォール : テリトワール＝ド＝ベルフォール県立ベルフォール音楽院 (CRD)
- ポー : ピレネー＝アトランティック県立音楽院 (CRD)
- ボーヴェ : オワーズ県立ボーヴェ音楽院 (CRD)
- ボビニー : セーヌ＝サン＝ドニ県立ボビニー音楽院 "ジャン・ヴィエネル"
- マコン : ソーヌ＝エ＝ロワール県立マコン音楽院 (CRD)
- マンド : ロゼール県立マンド音楽院 -
- マント・ラ・ジョリー : イヴリーヌ県立マント・ラ・ジョリー音楽院 (CRD) -
- ミュルーズ : オー＝ラン県立ミュルーズ音楽院 (CRD)
- ムードン : オー＝ド＝セーヌ県立ムードン音楽院 (CRD) "マルセル・デュプレ"
- モントーバン : タルヌ＝エ＝ガロンヌ県立モントーバン音楽院 (CRD)
- モン＝ド＝マルサン : ランド県立モン＝ド＝マルサン音楽院 (CRD)
- モンベリアール : ドゥー県立モンベリアル音楽院 (CRD)
- モンリュソン : アリエ県立モンリュソン音楽院 (CRD)
- モントルイユ : セーヌ＝サン＝ドニ県立モントルイユ＝スー＝ボワ音楽院 (CRD)
- ライ・レ・ローズ : ヴァル＝ド＝マルヌ県立ライ・レ・ローズ音楽院 (CRD)
- ラヴァル : マイエンヌ県立ラヴァル音楽院 (CRD)
- ラ・ロシェル : シャラント＝マリティーム県立ラ・ロシェル音楽院 (CRD)
- ラ・ロッシュ＝シュル＝ヨン :ヴァンデ県立ラ・ロッシュ＝シュル＝ヨン音楽院 (CRD)
- リジュー : カルヴァドス県立リジュー音楽院 (CRD)
- リルボンヌ - ND de Gravenchon : セーヌ＝マリティーム県立リルボンヌ音楽院 (CRD)
- ル・アーヴル : セーヌ＝マリティーム県立ル・アーヴル音楽院 (CRD) "アルテュール・オネゲル"
- ル・ピュイ＝アン＝ブレー : オート＝ロワール県立ル・ピュイ＝アン＝ブレー音楽院 (CRD)
- ル・ブラン・メニル : セーヌ＝サン＝ドニ県立ル・ブラン・メニル音楽院l (CRD) "エリック・サティ"
- ルーベ : ノール県立ルーベ音楽院 (CRD)
- ル・マン : サルト県立ル・マン音楽院 (CRD)
- ル・ランシー : セーヌ＝サン＝ドニ県立ル・ランシー音楽院 (CRD)
- ロデーズ : アヴェロン県立ロデーズ音楽院 (CRD)
- ロマンヴィル : セーヌ＝サン＝ドニ県立ロマンヴィル音楽院 (CRD)
- ロマン＝シュル＝イゼール : ドローム県立ロマン＝シュル＝イゼール音楽院 (CRD)
- ロリアン : モルビアン県立ロリアン音楽院 (CRD) -

## 市立、区立音楽院 (コミューン立音楽院)
フランスの音楽専門教育を参照

## 音楽研究センター
- トゥールーズ : トゥールーズ音楽・舞踊高等研究センター (CESMD) -

## 軍楽隊養成音楽院
- ヴェルサイユ : 陸軍音楽院 -

## 私立の音楽院、音楽学校
- アヌシー : アヌシー音楽実践センター -
- パリ : パリ・インターミュージックアカデミー -
- パリ : ヴィルクローズ音楽アカデミー -
- パリ : パリ・現代アメリカ音楽学校 -
- パリ : パリ国際音楽院 (CIMP) -
- パリ : エコールノルマル音楽院 (ENMP) -
- パリ : スコラ・カントルム -
- パリ : ロシア音楽院 (アレクサンドル・スクリャービン) -
- パリ : アマデウス -
- メリニャック : 音楽現代表現センター (CeMA)-

## 音楽連盟
- ニース : ジャズ、現代音楽国民連盟, (FNEIJMA)-

## 宗教音楽
- オーバーニュ : 典礼オルガニスト学校 -
- ストラスブール : プロテスタント教会オルガニスト養成協会 -
- トゥールーズ : トゥールーズ・カトリック学院 (ICT) -
- パリ : パリ・カトリック学院 (ICT) -
- リヨン : リヨン宗教音楽学院 -

## 音楽・舞踊教育者養成センター
- オーバーニュ : オーバーニュ音楽・舞踊教育者養成センター (CEFEDEM) -
- カーン : カーン音楽・舞踊教育者養成センター (CEFEDEM) -
- ディジョン : ディジョン音楽・舞踊教育者養成センター (CEFEDEM) -
- トゥールーズ : トゥールーズ音楽・舞踊教育者養成センター (CEFEDEM)
- ナント : ナント音楽・舞踊教育者養成センター (CEFEDEM) -
- パリ : パリ音楽・舞踊教育者養成センター (CEFEDEM) -
- ポワティエ : ポワティエ音楽・舞踊教育者養成センター (CEFEDEM) -
- ボルドー : ボルドー音楽・舞踊教育者養成センター (CEFEDEM) -
- メッツ : メッツ音楽・舞踊教育者養成センター (CEFEDEM) -
- リール : リール音楽・舞踊教育者養成センター (CEFEDEM)
- リュエイユ＝マルメゾン : リュエイユ＝マルメゾン音楽・舞踊教育者養成センター (CEFEDEM)
- リヨン : リヨン音楽・舞踊教育者養成センター (CEFEDEM) -
- ルーアン : ルーアン音楽・舞踊教育者養成センター (CEFEDEM)